# Брум (округ)
Округ Брум (англ. Broome County) — округ штата Нью-Йорк, США. Население округа на 2000 год составляло 200536 человек. Административный центр округа — город Бингемтон.

## История
Округ Брум основан в 1806 году; назван в честь Джона Брума (1738–1810), четвёртого лейтенант-губернатора штата Нью-Йорк. Источник образования округа Брум: округ Тайога.

## География
Округ занимает площадь 1851.8 км2.

## Демография
Согласно переписи населения 2000 года, в округе Брум проживало 200536 человек. По оценке Бюро переписи населения США, к 2009 году население уменьшилось на 2.9%, до 194630 человек. Плотность населения составляла 105.1 человек на квадратный километр.